# Мандеїзм
Мандаїзм або Мандеїзм — монотеїстична релігія, заснована на суміші вірувань: єгипетської, юдейської, християнської, гностичної та перської. Її назва походить від слова арамейскою manda — «знання», що практично відповідає грецькому терміну gnosis, тобто слово «мандеї» означає «гностики». Послідовники називаються мандеями. В наш час[коли?] існують в основному в містах: Нассірія, Багдад і Басра (Ірак) і налічують близько 10 тисяч послідовників (інші статистичні дані свідчать про 30 000), займаються головним чином обробкою ювелірних виробів. Виступають проти будь-яких форм боротьби і кровопролиття.
Важко визначити збитки, завдані мандеям під час війни в Іраку. Невелика група мігрувала в Австралію, де вони намагаються далі розвивати свої традиції.